# パク・ソジン
パク・ソジン（朴素珍、1986年 5月21日-  ）は大韓民国の歌手と俳優。

## 学歴
- 大邱県の小学校（卒業）
- ソジン中学校|西女子中学校（卒業）
- キョンドク女子高校（卒業）
- 永南大学 機械工学科（中退）

## シングル
- Girl's Dayのアルバムリスト
- 2011年1月10日 欲望の炎 OST - 私たちの愛のまま
- 2013年8月9日 デュース 20周年 憲政アルバム - 夏の中（Feat. ジジョ）
- 2013年11月8日 熱愛 OST - 私を回したい
- 2014年 クルーシャルスター - あなたに与えたい3つの特徴
- 2014年12月1日 Finale (With 斧)
- 2015年1月30日 出た！ ファミリー OST - 突き刺す
- 2015年2月4日 キム・テボム - 今日の雨
- 2015年6月10日 仮面 OST - 痛い (With ジコ)
- 2015年12月26日 返答せよ 1988 OST - 毎日あなたと
- 2018年8月6日 ライフ OST - Close Your Eyes

## 出演
ドラマ
- 天使の報酬　愛と野望の果てに
- やってきた！ファミリー
- 最高の離婚
- ストーブリーグ
- 安いです千里馬マート
- 私を愛したスパイ
- 弁論を始めます。
- 流れ星
- ザ・キング永遠の君主
- 真夜中の管理人
- 還魂

## 受賞リスト
- 2020年第28回大韓民国文化芸能大賞ドラマ部門優秀賞